# Tạ Hoàng Cơ
Tạ Hoàng Cơ (1911 – 1996) là nhà hoạt động cách mạng, Đảng viên Đảng Cộng sản Việt Nam, Tổng Giám đốc Ngân hàng Nhà nước Việt Nam.
Ông sinh ngày 22/12/1911 tại xã Liên Ninh, tổng Ninh Xá, phủ Thường Tín, tỉnh Hà Đông (nay là xã Liên Ninh, huyện Thanh Trì, thành phố Hà Nội).

## Quá trình hoạt động cách mạng
Từ tháng 4/1930, tham gia công tác tại Nông hội đỏ huyện Thanh Trì.
Từ năm 1936 -1939, ông kiếm sống bằng mở cửa hàng guốc ở Hà nội, đồng thời tổ chức các nhóm tuyên truyền, vận động, bám dân, báo tin tức để tuyên truyền, hoạt động cách mạng.
Từ năm 1940 - 1943, ông tiếp tục tìm các tổ chức Đảng để hoạt động.
Từ năm 1944 đến tháng 8/1945, ông hoạt động ở tổ chức thanh niên cứu quốc phố Bạch Mai, thành phố Hà Nội.
Từ tháng 9/1945 đến tháng 12/1946, ông giữ chức Bí thư chi bộ, Thành ủy viên thành phố Hà Nội.
Từ tháng 1/1947 đến tháng 12/1947, ông làm Khu ủy viên Khu ủy 11 thuộc Khu ủy đặc biệt, Hà Nội.

## Hoạt động tài chính ngân hàng
Từ năm 1948 ông chuyển sang công tác lĩnh vực tài chính giữ chức Ủy viên Ban Tài chính Trung ương Đảng (đến tháng 5/1951).
Từ tháng 6/1951 đến tháng 4/1958, ông công tác tại Ngân hàng Quốc gia Việt Nam, giữ chức Vụ trưởng Vụ Phát hành và Chánh Văn phòng.
Từ tháng 5/1958 đến tháng 1/1963, ông giữ chức vụ Phó Tổng Giám đốc Ngân hàng Quốc gia Việt Nam. Ngày 7 tháng 1 năm 1963, Tạ Hoàng Cơ được bổ nhiệm làm quyền Tổng Giám đốc Ngân hàng nhà nước Việt Nam thay Tổng Giám đốc Lê Viết Lượng. Từ tháng 1/1963 đến tháng 6/1964, ông giữ chức vụ Quyền Tổng Giám đốc Ngân hàng Quốc gia Việt Nam.
Từ tháng 7/1964 đến tháng 10/1974, ông giữ chức Tổng Giám đốc Ngân hàng Quốc gia Việt Nam.
Ông nghỉ hưu ngày 01/11/1977. Sau đó ông mở lại cửa hàng guốc và mất năm 1996 tại Hà Nội.

## Khen thưởng
Năm 2014 ông được Nhà nước truy tặng Huân chương Hồ Chí Minh 